# Салин (округ, Иллинойс)
Сали́н (англ. Saline County) — округ в штате Иллинойс, США. Официально образован в 1847 году. По состоянию на 2010 год, численность населения составляла 24 913 человек.

## География
По данным Бюро переписи США, общая площадь округа равняется 1 002,331 км2, из которых 984,201 км2 — суша, и 7,000 км2, или 1,800 % — это водоёмы.

## Население
По данным переписи населения 2000 года в округе проживает 26 733 жителя в составе 10 992 домашних хозяйств и 7232 семьи. Плотность населения составляет 27,00 человек на км2. На территории округа насчитывается 12 360 жилых строений, при плотности застройки около 12,00-ти строений на км2. Расовый состав населения: белые — 94,14 %, афроамериканцы — 4,06 %, коренные американцы (индейцы) — 0,29 %, азиаты — 0,20 %, гавайцы — 0,01 %, представители других рас — 0,34 %, представители двух или более рас — 0,95 %. Испаноязычные составляли 0,97 % населения независимо от расы.
В составе 28,90 % из общего числа домашних хозяйств проживают дети в возрасте до 18 лет, 51,90 % домашних хозяйств представляют собой супружеские пары, проживающие вместе, 10,20 % домашних хозяйств представляют собой одиноких женщин без супруга, 34,20 % домашних хозяйств не имеют отношения к семьям, 31,30 % домашних хозяйств состоят из одного человека, 16,00 % домашних хозяйств состоят из престарелых (65 лет и старше), проживающих в одиночестве. Средний размер домашнего хозяйства составляет 2,32 человека, и средний размер семьи — 2,90 человека.
Возрастной состав округа: 24,00 % — моложе 18 лет, 8,20 % — от 18 до 24, 25,10 % — от 25 до 44, 23,70 % — от 45 до 64, и 23,70 % — от 65 и старше. Средний возраст жителя округа — 40 лет. На каждые 100 женщин приходится 92,80 мужчин. На каждые 100 женщин старше 18 лет приходится 86,50 мужчин.
Средний доход на домохозяйство в округе составлял 28 768 USD, на семью — 37 295 USD. Среднестатистический заработок мужчины был 31 131 USD против 19 276 USD для женщины. Доход на душу населения составлял 15 590 USD. Около 10,40 % семей и 14,20 % общего населения находились ниже черты бедности, в том числе — 18,80 % молодежи (тех, кому ещё не исполнилось 18 лет) и 11,60 % тех, кому было уже больше 65 лет.